# 盧問之
盧問之（1485年—1537年），字宗審，號裕齋，山西大同府朔州高里留城村人，民籍，明朝政治人物。

## 生平
正德八年（1513年）癸酉科山西鄉試舉人，九年（1514年）甲戌科三甲第一百三十九名進士。授蠡縣知縣，嘉靖元年（1522年）二月升四川道監察御史，二年（1523年）巡按甘肅，誅殺被關押回賊謝一虎，三年（1524年）二月以寇入甘州論劾都指揮芮綱，再論劾前大同巡撫文貴、陝西按察司僉事劉經侵盜邊銀，劉經謫戍邊，文貴被逮，以邊功升俸一級，改巡按浙江，升掌印御史，專掌都察院奏章，九年（1530年）五月條陳選將練兵足食事宜，十年（1531年）七月以四郊工成，升大理寺右寺丞，十二年（1533年）九月因大理寺為獄囚減刑，被降二級調外任，謫河南府通判，十四年（1535年）升山東按察司僉事，十六年（1537年）八月卒於泰安州官舍。

## 家族
曾祖盧輝；祖父盧文盛；父盧鼎，成化十九年舉人，白河縣知縣。母支氏（封孺人）。兄盧學之（東平州知州），弟盧思之、盧辨之、盧行之。
長子盧孟甫；次子盧仲甫；三子盧季甫，鴻臚寺序班，娶同鄉進士鄭本公女。